# Política de Kenya
Kenya és una república unitària multipartidista dins l'àmbit del Commonwealth.
Segons la Constitució del 1963 (esmenada nou vegades fins al 2001), el cap d'estat i de govern és el president, el qual, dotat d'amplis poders, és elegit cada cinc anys per sufragi universal directe i nomena el govern. El poder legislatiu consta d'un parlament unicameral (Assemblea Nacional o Bunge) de 224 membres, elegits per sufragi universal per un període de cinc anys, llevat de 12 membres directament designats pel president. Kenya és membre de l'ONU, de l'OUA (des del 2002, Unió Africana) i del Commonwealth, a més d'altres organitzacions. Del 1982 al 1992 la Kenya African National Union (KANU) fou l'únic partit autoritzat fins al 2002, en les que una àmplia coalició de forces de l'oposició, sota la direcció de Mwai Kibaki, va derrotar a la KANU. El govern del president Kibaki va prometre la redacció d'una nova constitució que limitaria els poders del president. El debat sobre la nova constitució va desencadenar tensions entre els membres de la coalició, i disturbis violents en el país entre els anys 2004 i 2005. El projecte final de nova constitució va ser rebutjat en referèndum el 21 de novembre de 2005. Aquest resultat ha dut a l'oposició política a demanar la dimissió del president Kibaki i a exigir la convocatòria d'eleccions anticipades.

## Història

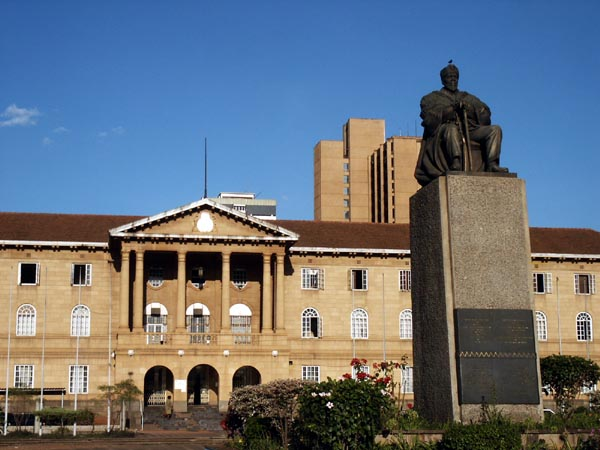
Edifici del Tribunal Suprem amb l'estàtua de Jomo Kenyatta en primer pla.

Kenya és una república unitària multipartidista dins l'àmbit del Commonwealth. Segons la Constitució del 1963 (esmenada nou vegades fins al 2001), el cap d'estat i de govern és el president, el qual, dotat d'amplis poders, és elegit cada cinc anys per sufragi universal directe i nomena el govern. El poder legislatiu consta d'un parlament unicameral (Assemblea Nacional o Bunge) de 224 membres, elegits per sufragi universal per un període de cinc anys, llevat de 12 membres directament designats pel president. Kenya és membre de l'ONU, de l'OUA (des del 2002, Unió Africana) i del Commonwealth, a més d'altres organitzacions. Del 1982 al 1992, la Kenya African National Union (KANU) fou l'únic partit autoritzat.
Des de la constitució de 1991, el país es regeix per un sistema de democràcia multipartidista. Malgrat això, l'antic partit únic, la Kenya African National Union (KANU, Unió Nacional Africana de Kenya), va continuar sent el partit majoritari sota la direcció de Daniel Arap Moi fins a les eleccions presidencials de 2002, en les quals una àmplia coalició de forces de l'oposició, sota la direcció de Mwai Kibaki, va derrotar a la KANU. El govern del president Kibaki va prometre la redacció d'una nova constitució que limitaria els poders del president. El debat sobre la nova constitució va desencadenar tensions entre els membres de la coalició, i disturbis violents al país entre els anys 2004 i 2005. El projecte final de nova constitució va ser rebutjat en referèndum el 21 de novembre de 2005. Aquest resultat ha portat a l'oposició política a demanar la dimissió del president Kibaki i a exigir la convocatòria d'eleccions anticipades.

### Incidents després de les eleccions de 2007
Les últimes eleccions generals es van celebrar el 27 de desembre de 2007. El president Kibaki, del Partit d'Unitat Nacional, competia per la reelecció contra el principal partit de l'oposició, el Moviment Democràtic Taronja, que tenia com a candidat a Raila Odinga. Al principi del recompte semblava que Odinga tenia un petit però suficient avantatge. No obstant això, segons va anar acabant el recompte, Kibaki va aconseguir reduir l'avantatge i al final imposar-se en les eleccions. Les acusacions de frau en les eleccions (avalades pels observadors europeus) van conduir a protestes als carrers i Odinga es va arribar a proclamar el "President del Poble", al mateix temps que demanava un recompte i la renúncia de Kibaki.
El 18 de juny Odinga va demanar la fi de les manifestacions, al mateix temps que cridava a un boicot econòmic a les empreses properes al president Kibaki i demanava una vaga. El ministre d'economia de Kenya va estimar que el brot de violència ha costat a Kenya 1.000 milions de dòlars.